# François Richard-Lenoir
Pour les articles homonymes, voir François Richard, Richard et Lenoir.
François Richard, dit Richard-Lenoir, né le 16 avril 1765 à Épinay-sur-Odon (France) et mort le 19 octobre 1839 à Paris, est un industriel manufacturier d’étoffe français qui devint l’un des principaux négociants en coton au début du XIXe siècle.

## Biographie
L’esprit de spéculation de Richard, dont le père était fermier, se manifesta de bonne heure. Dès qu’il eut amassé un peu d’argent, il partit à pied pour Rouen en 1782, et entra chez un marchand, qui l’employa comme domestique au lieu de lui apprendre le commerce.
Après avoir servi pendant un an dans un café, il vint s’établir à Paris, où l’attendaient bien des mécomptes : à force d’économie et de petites spéculations, il réunit bientôt une somme de 1 000 francs, à l’aide de laquelle il acheta quelques pièces de basin anglais, qui venaient d’être introduites en fraude. Il trafiqua si bien que, six mois après, il possédait 6 000 livres, et au bout d’un an 25 000.
En 1789, un faiseur d’affaires fit perdre tout ce qu’il avait à Richard, qui, de plus, se trouvant débiteur d’une somme qu’il ne pouvait payer, fut enfermé pour dettes à la prison de La Force sise rue Saint-Antoine. Lorsque les prisonniers de La Force profitèrent de l’incendie de la manufacture de Réveillon pour s’échapper, Richard emprunta quelques écus, et fit si bien qu’en 1790, il avait acquitté ses engagements en souffrance et renouvelé son crédit. Richard devint bientôt propriétaire du domaine de Fayl près de Nemours. Ayant repris ses spéculations, après le 9 thermidor, un jour qu’il voulait acheter une pièce de drap anglais, il se trouva en concurrence avec un jeune négociant auquel il offrit d’arrêter son enchère. Ce dernier était Joseph Lenoir-Dufresne. Il consentit à l’offre de son compatriote et l’achat se fit en commun. Dès ce moment furent jetées les bases de l’association connue sous le nom de Richard-Lenoir.
Une des branches les plus lucratives de leur négoce consistant en basins anglais, qui faisait fureur à cette époque, Richard recherchait avec ardeur le secret de la fabrication de ces tissus. Le hasard le lui ayant révélé, il se procura aussitôt cent livres de coton ; un prisonnier anglais du nom de Browne lui monta quelques métiers dans une guinguette de la rue de Bellefonds. Les premières pièces fabriquées furent des basins anglais ; Lenoir donna le moyen d’en obtenir le gaufrage. Richard loua au gouvernement l’hôtel Thorigny, au Marais.
Mais la consommation des produits de ces manufactures devenait d’autant plus grande qu’on les achetait comme de véritables marchandises anglaises : il fallut donc chercher un emplacement plus vaste ; Richard alors demanda l’autorisation d’occuper le couvent des bénédictines du Bon-Secours, rue de Charonne. Las d’attendre, il vint un matin à la tête de ses ouvrières s’emparer du couvent abandonné, où il introduisit, avec son associé Lenoir-Dufresne, la mule-jenny, métier-à-filer d’invention anglaise. Première manufacture parisienne de coton avec 20 472 broches en 1808, cette entreprise prospéra et devint, en peu d’années, l’une des plus importantes pour le commerce du coton en France.
Le premier consul vint le visiter, assista à tous les détails de la fabrication, l’encouragea et le décora de sa propre main. En 1801, trois cents métiers furent montés dans différents villages de la Picardie ; l’abbaye de Saint-Martin de Sées contint cent mule-jenny et deux cents métiers de tisserand ; celle des bénédictines à Alençon, celle d’Aunay-sur-Odon, les fabriques de L'Aigle, de Caen, de Chantilly se peuplèrent de nombreux ouvriers.
À cette époque, la fortune des associés, comme leur renom et leur crédit, étaient à leur apogée. En 1806, Joseph Lenoir-Dufresne mourut ; comme il avait, sur son lit de mort, demandé à son associé de ne jamais séparer leurs deux noms, François Richard, fidèle à sa mémoire, devint, dès lors, « Richard-Lenoir ». Il accumula une fortune extraordinaire, passant pour l’homme le plus riche du XIXe siècle.
Cependant, Richard-Lenoir ne crut pas avoir terminé sa mission après avoir créé la fabrication cotonnière : il voulut également établir la culture du coton. Il en fit semer dans le royaume de Naples, et dès 1808, il fit entrer en France plus de 50 000 de balles de coton, mais Napoléon, qui songeait à le faire cultiver dans les départements méridionaux, frappa l’introduction de ce produit d’un nouveau droit. Dès ce moment, commencèrent pour Richard-Lenoir des embarras qui amenèrent sa ruine complète.
Dans l’impossibilité de faire marcher ses six filatures, de payer ses cinq fermes et d’alimenter sa fabrique d’impressions à Chantilly, Richard-Lenoir fut obligé d’emprunter plusieurs millions. Enfin la réunion de la Hollande à la France ayant jeté une grande quantité de marchandises anglaises dans la circulation, Richard ne trouvant plus à vendre ses produits, ni à emprunter sur leur valeur, s’adressa à l’empereur, qui lui fit donner 1 600 000 francs.
En 1810, il fut nommé membre du conseil des manufactures et chevalier de la Légion d’honneur. Les désastres de 1813 achevèrent sa ruine. À la formation de la garde nationale, il devint chef de la huitième légion, qu’il dut habiller en quelques jours, se prononça pour la défense de Paris, et occupa, le 31 mars, l’avenue de Vincennes avec sa légion et quelques pièces de canon. L’ordonnance du 23 avril 1814, qui supprima entièrement et sans indemnité pour les détenteurs les droits sur les cotons, fit que ce grand manufacturier, qui avait occupé vingt mille ouvriers, et qui le 22 avril avait encore une fortune de huit millions, était complètement ruiné le 24.
Forcé de vendre ses propriétés et d’accepter une pension de son gendre, le frère du Gal Lefebvre-Desnouettes,Zénon Lefebvre Desnouettes, Richard-Lenoir se retira emportant l’estime de tout le monde et la gloire d’avoir doté son pays d’une précieuse industrie.

## Hommage, postérité

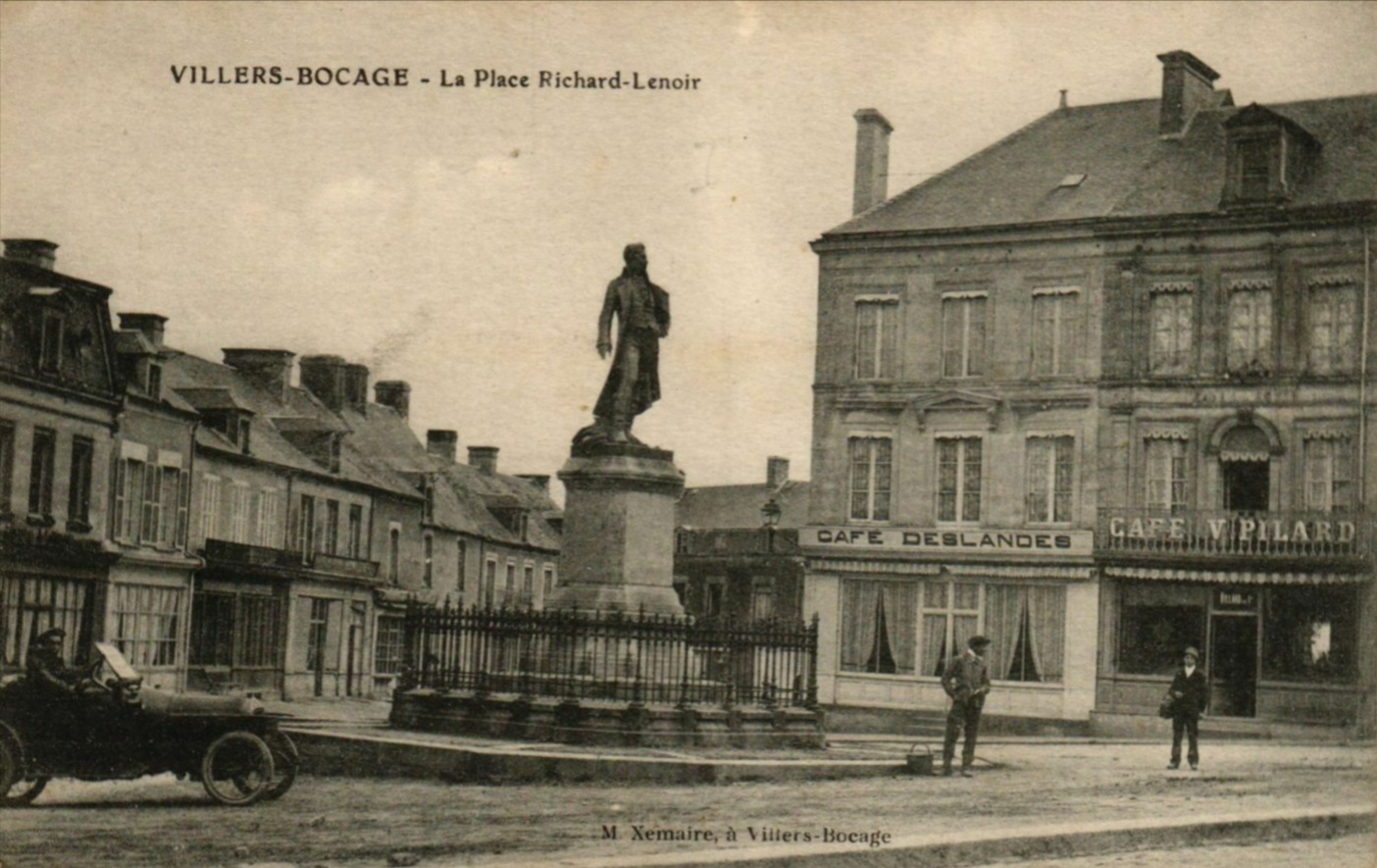
La statue le représentant à Villers-Bocage.

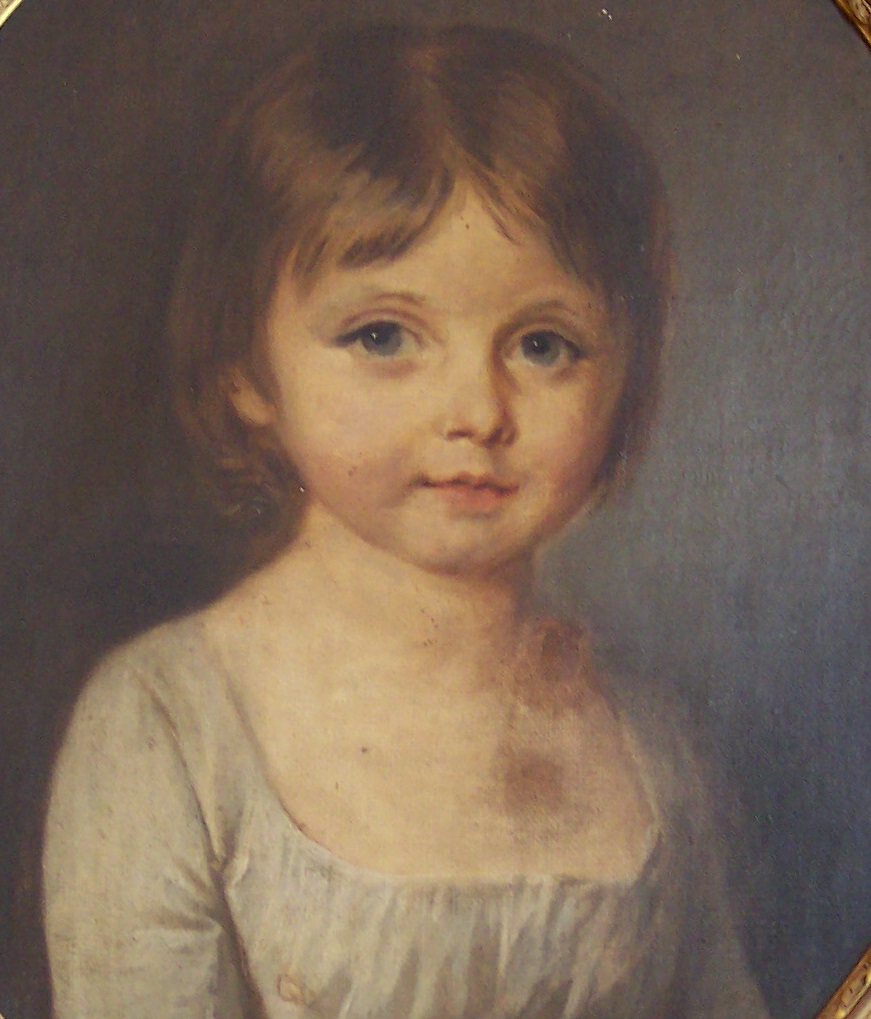
Joséphine Eléonore dite Adèle Richard.

Il eut une fille, Eléonore, dite Adèle Richard (1796 à Paris - 1843 à Amiens), qui épousa le 7 juin 1814, Zénon Pierre François Lefebvre-Desnouettes.
À Paris, dans le 11e arrondissement, Richard-Lenoir a donné son nom à une rue, un boulevard, un square et une station de métro ainsi qu'une école maternelle.
Une statue en bronze le représentant réalisée par Louis Rochet est inaugurée le 27 août 1865, place Richard-Lenoir à Villers-Bocage. Sous le régime de Vichy, elle est déboulonnée et fondue dans le cadre de la mobilisation des métaux non ferreux.

## Publications
- Mémoires de Richard-Lenoir., in-8°, Paris, 1837.

### Sources
- Jean Chrétien Ferdinand Hoefer, Nouvelle biographie générale, t. XLII, Paris, Firmin-Didot, 1863, p. 190.